# Platyroptilon scurror
Platyroptilon scurror är en tvåvingeart som beskrevs av Loïc Matile 1990. Platyroptilon scurror ingår i släktet Platyroptilon och familjen platthornsmyggor. Inga underarter finns listade i Catalogue of Life.